# Srbská
Srbská (deutsch Wünschendorf) ist ein Ortsteil der Gemeinde Horní Řasnice in Tschechien. Er liegt 13 Kilometer nordöstlich von Frýdlant bzw. fünf Kilometer südlich von Leśna an der polnischen Grenze und gehört zum Okres Liberec.

## Geographie
Srbská erstreckt sich im Tal des Baches Srbská (Wünschendorfer Wasser), bis zu dessen Einmündung in den Jindřichovický potok im Isergebirgsvorland (Frýdlantská pahorkatina). Nördlich erhebt sich die Góra Stróźa (427 m), im Süden der Písečný (379 m) und der Kamenný vrch (443 m). Westlich des Dorfes liegt an der Grenze zu Polen der Quarzitfelsen Bílá skála.
Die Bahnstation Srbská an der Eisenbahnnebenstrecke von Frýdlant nach Jindřichovice pod Smrkem liegt nicht in Srbská, sondern dreieinhalb Kilometer südlich am Ortsrand von Jindřichovice pod Smrkem.
Nachbarorte sind Murowaniec und Grabiszyce Dolne im Norden, Miłoszów im Nordosten, Kliny, Grady und Świecie im Osten, Kolonia Świecie und Barcie im Südosten, Jindřichovice pod Smrkem im Süden, Horní Řasnice und Bulovka im Südwesten, Baranów im Westen sowie Grabiszyce Górne im Nordwesten.

## Geschichte
Der Ort entstand im frühen Mittelalter als wendische Ansiedlung. Erstmals schriftlich erwähnt wurde Windischendorf im Jahre 1482. Auch der heutige Name Srbská leitet sich von dieser Namensform ab und bedeutet so viel wie „sorbisches Dorf“. Obwohl Windischendorf seit dem 15. Jahrhundert ein Lehndorf der Friedländer Herrschaft war, bestand im Ort kein Vorwerkshof zur Verrichtung der Frondienste. Bis 1633 gehörte Windischendorf zur Herrschaft Marklissa im oberlausitzschen Queiskreis, die seit 1415 im Besitz des Adelsgeschlechts von Debschitz war, mit dem Windischendorf eng verbunden war. Im Laufe der Zeit wandelte sich der Ortsname in Wünschendorf. Durch den Ort führte die Handelsstraße von Friedland nach Marklissa. Zu den bedeutendsten Besitzern von Wünschendorf gehörte Georg von Debschitz. Debschitz blieb unverheiratet und nach seinem Tode erhielt sein Neffe Heinrich Griessel auf Lautsche das Lehngut. Der Burghauptmann von Friedland fiel 1639 bei Matthias Gallas in Ungnade. Ihm folgte Christoph Strauch von Blumenthal, der gleichfalls Hauptmann auf Friedland war und die Güter nach dem Dreißigjährigen Kriege wieder rentabel bewirtschaftete und auch seine Untertanen zum Katholizismus zurückzuführen suchte. Am 10. Juni 1651 luden die Jesuitenmissionare in Wünschendorf die Einwohner vor, 78 von ihnen erschienen zu den Anhörungen. Die in der ganzen Herrschaft von den Grafen von Gallas eingesetzten Gegenreformationskommission führten in den meisten Dörfern zu Massenauswanderungen der Protestanten in die Oberlausitz. Wünschendorf war einer der Orte, dessen Bewohner größtenteils verblieben. Die berní rula von 1654 weist von den 38 Anwesen des Dorfes lediglich zwei als verlassen aus.
Jenseits der Grenze gründeten Exulanten auf sächsischem Gebiet die Siedlungen Petersgemeinde (Baranów) und Ziegelhäuser (Murowaniec). Im Jahre 1655 erhielt der frühere Sekretär des Grafen Matthias Gallas, Johann von Püchler, das Gut. Püchler betrieb die Gegenreformation auf seinem an der Grenze zur protestantischen Oberlausitz befindlichen Gut nicht fort, er tolerierte die verbliebenen Protestanten, die die Gottesdienste in Marklissa besuchten, während die Katholiken nach Bärnsdorf gepfarrt waren. Ihm folgte ab 1666 Johann Jakob Roerich von Kleinberg.
Im Jahre 1706 kam es wegen hoher Lasten zu einem Aufruhr unter den Einwohnern. Die Anführer wurden zum Hauptmann des Bunzlauer Kreises nach Hrubá Skála bestellt und dort festgenommen. Von Kleinbergs Nachkommen kauften die Grafen von Gallas 1722 das Gut auf und vereinten es mit der Herrschaft Friedland. Die Bewohner lebten von der Landwirtschaft und der Hausweberei, die einen zunehmenden Nebenerwerb bildete. Im 18. Jahrhundert war die Mehrheit der Einwohner immer noch protestantisch und die Herrschaft versuchte dem entgegenzuwirken, indem sie Land in Wünschendorf an Katholiken zuteilte. Seit 1689 war der Lehrer ein Protestant, und als die Zahl der katholischen Neusiedler anwuchs, forderten diese für ihre Kinder einen katholischen Lehrer. Übergangsweise wurden die Kinder der Katholiken in Heinersdorf unterrichtet, dann wurde in Wünschendorf eine separate katholische Schule eingerichtet. Diese Trennung endete 1808 als eine neue Schule eingeweiht wurde, die die Kinder beider Konfessionen besuchten. Im Jahre 1830 lebten in den 139 Häusern des Dorfes 699 Menschen. 1832 wurde Wünschendorf nach Heinersdorf umgepfarrt.
Nach der Aufhebung der Patrimonialherrschaften entstand 1850 die politische Gemeinde Wünschendorf im Bezirk Friedland. Der Ort war Sitz eines Zollamtes und Finanzamtes. Ein Teil der Bewohner arbeiteten in den Wollwarenfabriken von E. Heintschel und Comp. in Heinersdorf und Bärnsdorf, die in den 1930er Jahren in Konkurs gingen. 1930 lebten in Wünschendorf 539 Menschen. Im Ort lebte eine tschechische Minderheit von etwa 20 Personen, die sich aus Zoll- und Finanzbeamten zusammensetzte.
Am 23. September 1938 gegen 23 Uhr wurde die mit fünf Beamten besetzte tschechoslowakische Zollstation Wünschendorf Ziel eines Anschlages der Nationalsozialisten. Durch zwei unbekannte Personen wurde die Station beschossen, dabei erlitten Václav Čep, Josef Vojta und Bohumil Hošek im Gewehrfeuer tödliche Verletzungen, die anderen beiden Zöllner wurden leicht verletzt und konnten den Stráž obrany státu (SOS) informieren. Die Täter flüchteten über die deutsche Grenze.
Nach dem Münchner Abkommen wurde der Ort im Oktober 1938 dem Deutschen Reich zugeschlagen und gehörte bis 1945 zum Landkreis Friedland. 1939 hatte die Gemeinde 505 Einwohner. Nach dem Zweiten Weltkrieg erfolgte die Vertreibung der deutschen Bevölkerung. Mit Beginn des Jahres 1961 erfolgte die Auflösung des Okres Frýdlant, Srbská wurde nach Horní Řasnice eingemeindet und kam zum Okres Liberec. Zugleich wurde Srbská eingemeindet. Von 1980 bis 1990 gehörte Srbská zur Gemeinde Řasnice und nach deren Auflösung wieder zu Horní Řasnice. 1991 hatte der Ort 22 Einwohner. Im Jahre 2001 bestand das Dorf aus 9 Wohnhäusern, in denen 25 Menschen lebten. Im Dezember 2006 wurde der zuvor Fußgängern und Radfahrern vorbehaltene Grenzübergang nach Miłoszów in Polen für den PKW-Verkehr freigegeben.

## Sehenswürdigkeiten
- barocke Kapelle Maria Schnee, errichtet um 1724
- Bílá skála (Weißer Stein), die Quarzitfelsgruppe ist als Naturdenkmal geschützt
- Gedenkstein an den nationalsozialistischen Anschlag auf das Zollamt Wünschendorf im Jahre 1938